# Tratado Harris

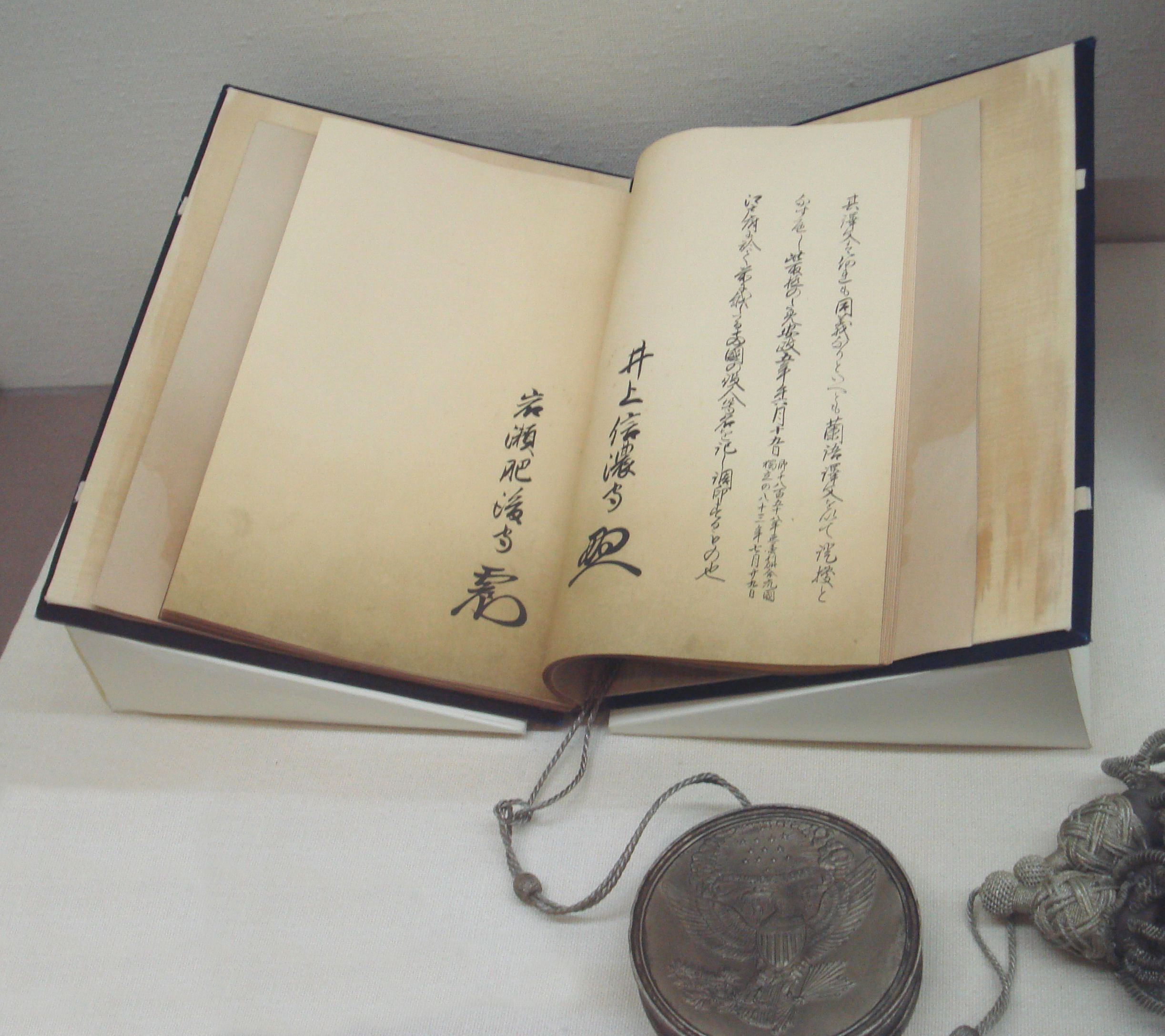
Tratado de Amizade e Comércio entre o Japão e os Estados Unidos, ou "Tratado Harris", 29 de julho de 1858.

Tratado de Amizade e Comércio (日米修好通商条約, Nichibei Shūkō Tsūshō Jōyaku), também conhecido por Tratado Harris, foi um acordo entre os Estados Unidos e o Japão firmado no Templo Ryōsen-ji, em Shimoda, a 29 de julho de 1858. O acordo permitiu a aberturados portos de Edo e de outras quatro cidades japonesas ao comércio com os Estados Unidos. Contanto, garantiu a extraterritorialidade aos estrangeiros entre outras estipulações.

## Linha do tempo
- 29 de julho de 1858 - Tratado e Regulamentos são assinados pelos Estados Unidos e Japão
- 15 de dezembro de 1858 - Senado revisa o tratado e consente a ratificação
- 19 de março de 1859 - Ratificado pelo Japão
- 4 de julho de 1859 - Entrou em vigor
- 12 de abril de 1860 - Ratificado pelo Presidente dos Estados Unidos
- 22 a 23 de maio de 1860 - Ratificações trocadas em Washington e proclamadas pelo presidente
- 25 de junho de 1866 - Alterado por convenção
- 25 de julho de 1878 - Modificado por convenção
- 17 de julho de 1899 - Substituído pelo tratado de 22 de novembro de 1894.[3][4]

## Interesses americanos no Japão
A expedição de Perry ao Japão estava teoricamente ligada à noção de destino manifesto, na qual os colonos americanos tinham o direito "dado por Deus" de se espalhar pela América do Norte. O papel do Japão em particular era o de uma base de comércio entre a China e os Estados Unidos. De acordo com o secretário de Estado dos EUA, Daniel Webster, Deus colocou carvão para navios a vapor e outros navios comerciais "nas profundezas das ilhas japonesas para o benefício da família humana". A ideia de "Destino Manifesto" como uma medida fora da América do Norte não foi introduzida como uma ideia significativa até a candidatura republicana ao cargo em 1892, sugerindo assim, na prática, um mero interesse econômico no Japão, pois detinha reservas de carvão em locais-chave para o comércio do Pacífico.

## Ratificação
O presidente James Buchanan dá as boas-vindas à delegação japonesa em uma gala na Casa Branca celebrando a assinatura do Tratado de Amizade e Comércio.
O Tratado foi ratificado com a visita da primeira Embaixada do Japão aos Estados Unidos em 1860. A nova relação com os Estados Unidos foi citada como um fator para o assassinato de Ii Naosuke. O Tratado foi posteriormente substituído em 17 de julho de 1899 pelo Tratado de 22 de novembro de 1894, que trata do estabelecimento de tarifas tarifárias em relação ao Japão.

## Efeitos
De acordo com um estudo de 2017, os tratados que reduzem as barreiras comerciais entre o Japão e as potências ocidentais fizeram com que o PIB do Japão aumentasse 7% no período imediato.